# Seashore (Film)
Seashore (Originaltitel: Beira-Mar) ist ein Coming-of-Age-Film über zwei junge Männer, die auf der Suche nach ihrem erwachsenen Selbst ihre Beziehung zueinander neu entdecken. Es ist das Erstlingswerk der beiden brasilianischen Regisseure Filipe Matzembacher und Marcio Reolon.

## Handlung
Im Winter reisen zwei junge Männer aus Porto Alegre in eine nahe gelegene Küstenstadt, die beide aus gemeinsamen Kindheitstagen kennen. Martin wurde von seinem Vater vorgeschickt, um wichtige Dokumente des Verstorbenen Großvaters zu besorgen. Das Verhältnis zwischen Martins Vater und der Familie der verwitweten Marisa und deren Enkel Rosa ist jedoch seit langer Zeit gestört. Martin stößt unerwartet auf über Jahre hin aufgestaute Ablehnung.
Tomaz begleitet seinen Freund aus stiller Zuneigung, obwohl er eigentlich bei einer Hochzeit einer Cousine sein sollte. Tomaz ist zuerst zu schüchtern, sich Martin gegenüber zu öffnen; Martin hingegen verhält sich egoistisch. Er vergnügt sich alleine in einer Disko, nachdem Tomaz nicht eingelassen wird. Tomaz fühlt sich nach kurzer Zeit deplatziert. Doch langsam nähern sich die beiden Freunde einander an: beim gemeinsamen Feiern mit Freunden entdeckt Martin, dass Tomaz schwul ist und auch Tomaz wird mutiger.
Martin gelingt es mit der Zeit, sich aus der belastenden und beschränkenden Prägungen des Vaters zu lösen und eine Bindung zum bisher unbekannten Teil der Familie aufzubauen. Im gleichen Zug der inneren Befreiung erfährt die Beziehung zu Tomaz eine neue und intime Komponente.

## Produktion
Der Film feierte seine Premiere auf der 65. Berlinale im Februar 2015 und startete am 30. März 2017 in den deutschen Kinos. Der internationale Vertrieb erfolgt durch FiGa Films, im deutschsprachigen Raum durch Pro-Fun Media GmbH.

## Rezeption
„Der feinfühlige Film erkundet, wie sich der Heranwachsende aus der autoritären Fessel des Vaters löst und dabei auch seine homosexuellen Neigungen wahrnimmt. Die Inszenierung arbeitet mit einer exzellenten Kameraführung, Zeitsprüngen, Überlagerungen sowie einer expressiven Tonspur und fängt damit treffsicher den undeutlichen und verschwommenen Zustand der Adoleszenz ein.“

„Atmosphärisch dicht folgt Filipe Matzembachers und Marcio Reolons autobiografisch inspiriertes Spielfilmdebüt seinen beiden Hauptfiguren in ein Wochenende, das deren Beziehung nachhaltig verändern wird. Beira-Mar ist ein Spaziergang durch die Grenzgebiete zwischen Liebe und Freundschaft – eine Auslotung von sexueller Orientierung und persönlicher Identität. Die hervorragende Kamera ergründet die vielschichtigen Gefühlszustände der Protagonisten ebenso wie die Tonspur das Meeresrauschen: behutsam und gewaltig zugleich. Stets auf Augenhöhe mit Sujet und Figuren, schafft der Film einen Augenblick des Zaubers und der Zärtlichkeit. Manchmal sind das Suchen und das Finden von Liebe eben ein und dasselbe.“

„In ruhigen, melancholischen Bildern loten die beiden Filmemacher das emotionale Chaos der Hauptfiguren aus. Diese stehen stellvertretend für etwas, was sich früher oder später in jedem jungen Menschen abspielt, der an der Schwelle zum Erwachsensein steht: Identitätsfindung, das Ausloten sexueller Möglichkeiten und die Abgrenzung gegenüber den Eltern. Daher funktioniert „Seashore“ durchaus als allgemeingültiges Drama über universelle Themen, die die Lebensrealität junger Menschen bestimmen.“

## Auszeichnungen, Nominierungen und Festivals
- Internationale Filmfestspiele Berlin 2015: Nominierung in der Kategorie Bester Erstlingsfilm[6]
- Teddy Awards 2015: Nominierung[7]
- Rio de Janeiro International Film Festival 2015:[8] Special Jury Prize (Felix Award Prêmio Félix), Best Film - New Trends (Première Brazil)
- Festivalteilnahmen:[8] Outfest 2015, Queer Lisboa 2015, Taipei Film Festival 2015, Frameline Filmfestival 2015, Göteborg Film Festival 2016